# تشياكي ماتسومورا
تشياكي ماتسومورا (باليابانية: 松村 千秋) هي لاعبة كرلنغ يابانية، ولدت في 26 أكتوبر 1992 في كارويزاوا في اليابان.

## وصلات خارجية
- تشياكي ماتسومورا على موقع الاتحاد الدولي للكرلنغ (الإنجليزية)